# Maesa davaensis
Maesa davaensis är en viveväxtart som beskrevs av Eduardo Quisumbing y Argüelles. Maesa davaensis ingår i släktet Maesa och familjen viveväxter. Inga underarter finns listade i Catalogue of Life.